# Frillesås
Frillesås is een plaats in de Zweedse gemeente Kungsbacka in de provincie Hallands län en het landschap Halland. De plaats heeft 1924 inwoners (2005) en een oppervlakte van 229 hectare.